# Quận Henry, Georgia
Quận Henry là một quận trong tiểu bang Georgia, Hoa Kỳ. Quận lỵ đóng ở thành phố McDonough 6. Theo điều tra dân số năm 2010 của Cục điều tra dân số Hoa Kỳ, quận có dân số 203.922 người 2. Năm 2007, ước tính dân số quận này là người.